# Dillwynia sericea
Dillwynia sericea là loài cây bụi thuộc họ Đậu phân bố ở đông nam Australia.

## Hình ảnh

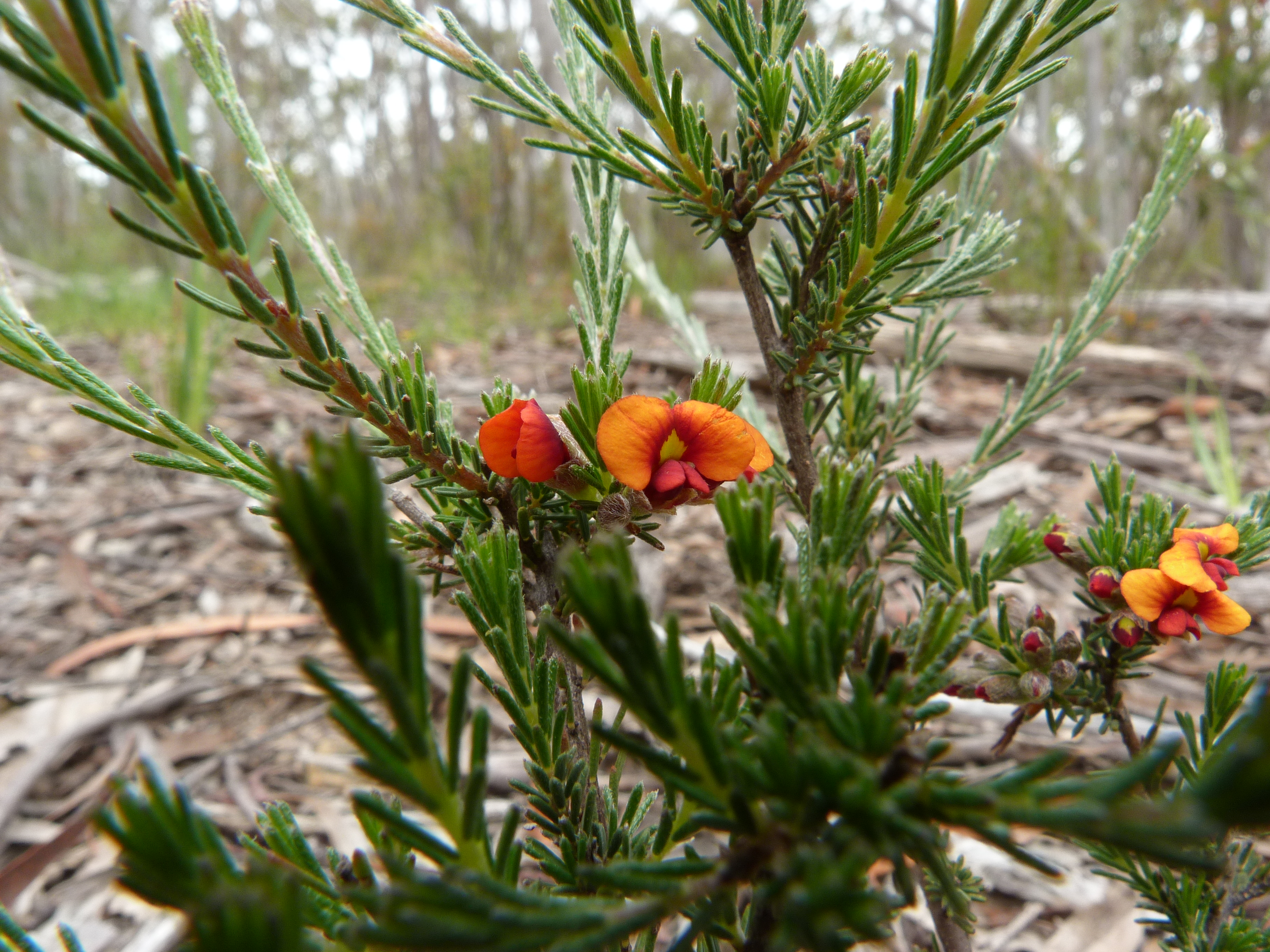
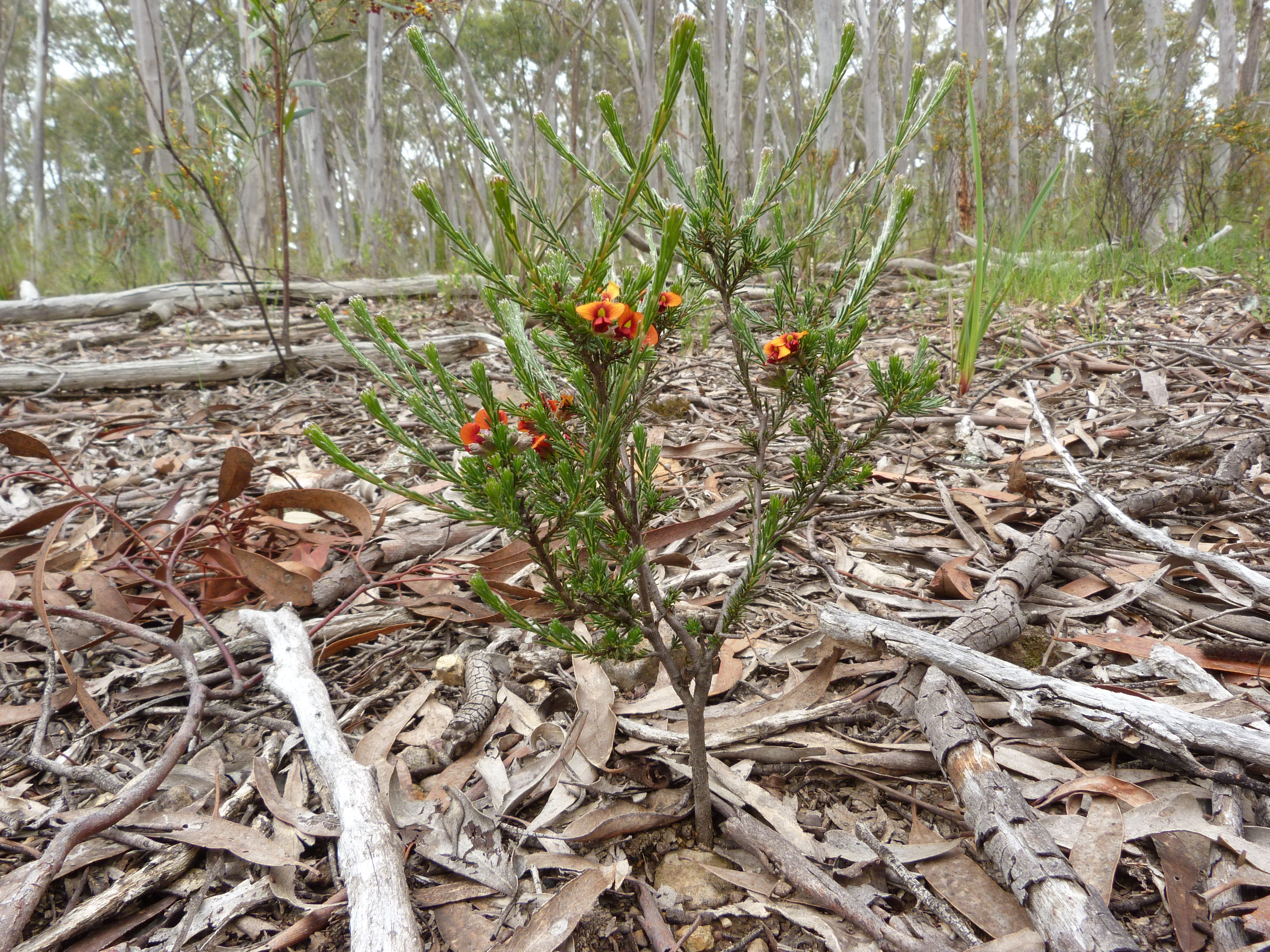
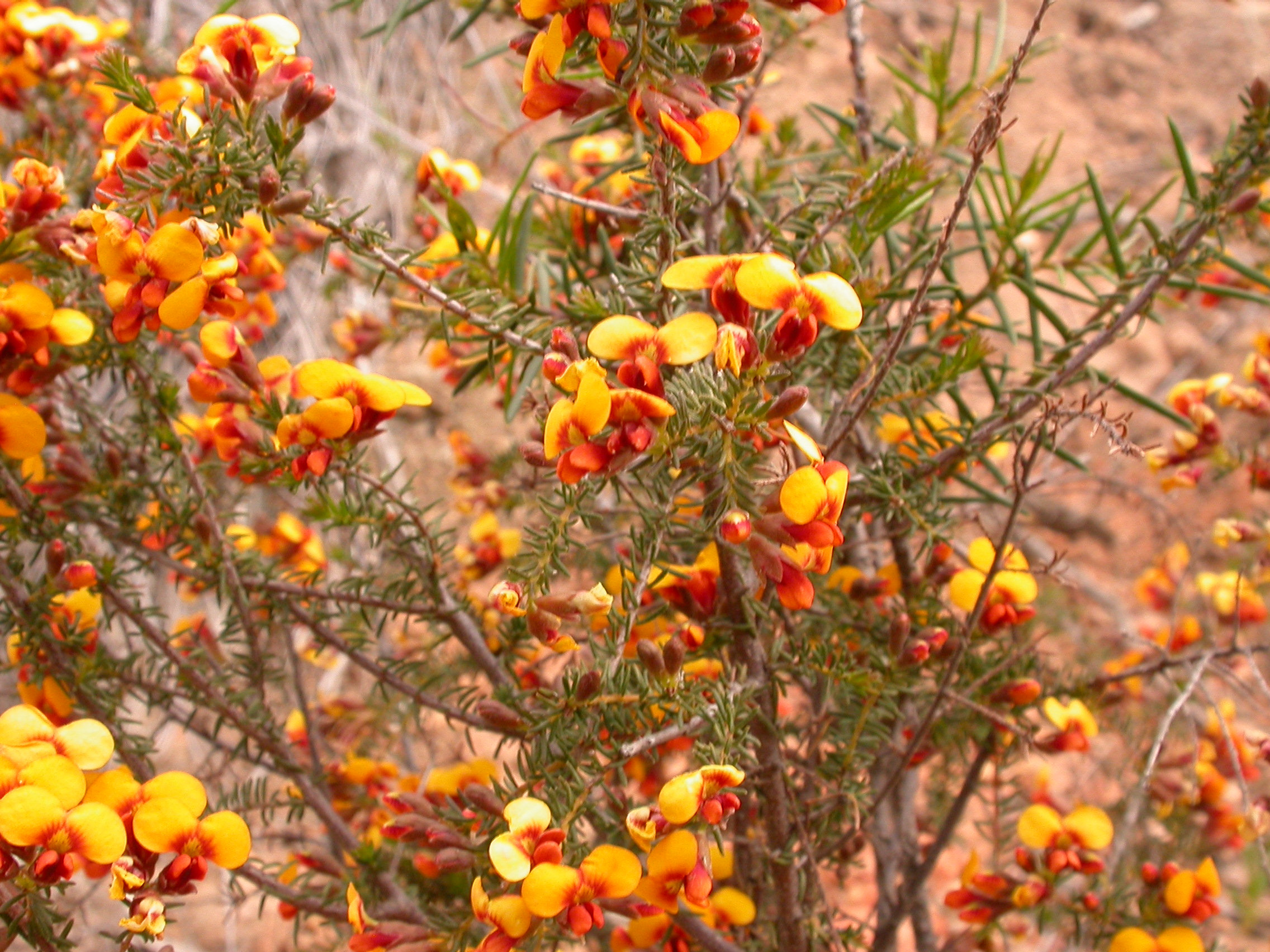
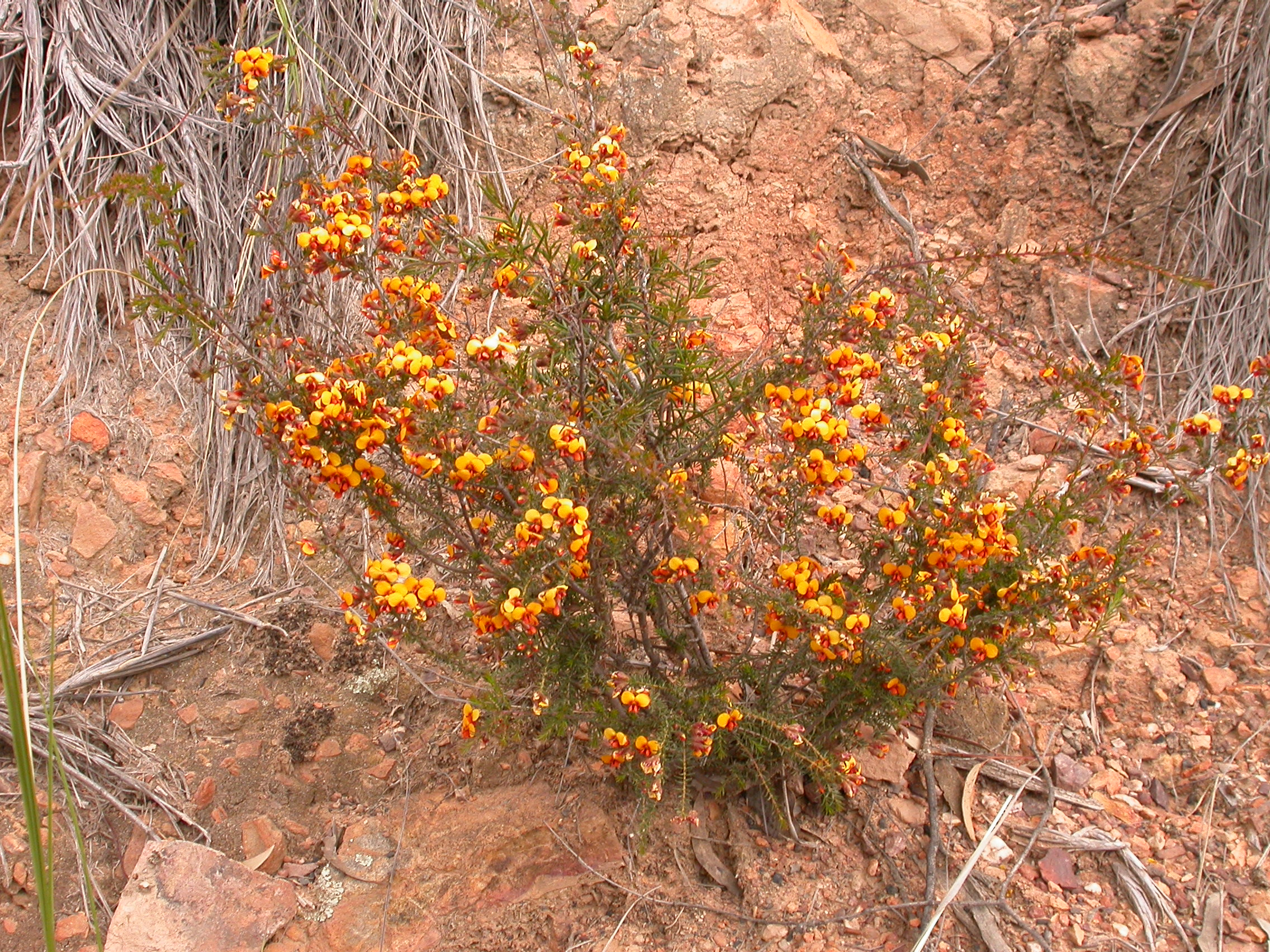